# Nar6 Pryze
Nar6 Pryze, parfois aussi écrit Narcisse Pryze, né Narcisse Priso le 9 août 1968, est un artiste, chanteur, musicien, interprète et parolier camerounais, spécialisé dans le Makossa.

## Biographie

### Jeunesse
À 9 ans, au moment du décès de son père, il canalise son chagrin par la musique, puis l'écriture.
La famille est musicienne. Son père jouait de la guitare à ses moments perdus, mais ses principales influences lui viendront de sa grand-mère. Jeune collégien (collège Alfred Saker de Douala), il intègre le groupe de musique de son établissement comme chanteur principal. Il poursuit son secondaire au Lycée d'Edéa. Après le baccalauréat, il décide de rentrer à Douala, capitale du Makossa, rythme auquel il consacre sa carrière.
Il est le cousin de l'athlète camerounais, Emmanuel Ngom Priso.

### Débuts et premiers albums
Le Deïdo boy rencontre le prince du Makassi, Sam Fan Thomas au moment où celui-ci rentre de sa tournée américaine, ainsi que Samba Show ; ceux-ci croient en lui et l’incitent à enregistrer un premier album. Il portera désormais le nom Nar6 Pryze.
L’artiste enregistre cet album aux côtés d'Albert Broeuk’s, pionnier de l’industrie de la musique locale grâce à son studio Dobell 16 à Douala. L'opus s'intitule Itoued’a Muna (Enfant malheureux en langue Douala), que beaucoup ne (re)découvriront que 18 ans plus tard... ce premier album est un échec commercial en raison des désaccords des deux producteurs. Malgré ce départ raté, il enregistre un second album, Muayé (La Lumière).
Plusieurs années s'écoulent avant de voir arriver le troisième disque, Love & Love où figure le titre Itued’a Muna,.
Quatre ans plus tard, Narcisse Pryze sort Encore et toujours, (dont le titre phare est Elégancia), un album de Makossa dont l'artiste dira qu'il est taillé « sur mesure », pour celui qui aime se distinguer par son chic et son élégance. Le succès vient aussi avec le single Esselé.
Il enchaîne les concerts et tournées au Cameroun, en Afrique et aussi en Europe,. Il est régulièrement invité à se produire sur les scènes régionales du Littoral, notamment à l'occasion des fêtes traditionnelles.

### Sassayé
En 2013, l'artiste sort son 5e album Sassayé. Produit par Salatiel, récompensé d'un Balafon Music Awards pour « son œuvre dans la promotion de la musique camerounaise ».
Cet opus de 10 titres a été enregistré à Douala, Buéa (Alpha Better Records), Frapfort (à Londres), au studio Kgroove et aussi Melissa à Paris.
C’est « un album de défi pour moi-même » dit l’artiste qui a décidé de « faire du makossa avec des épices étrangères… Je me suis permis de repenser l’orchestration du Makossa, car notre musique n’est pas compétitive en Europe. Le makossa est en train de devenir une musique locale » ; habitué des scènes européennes, il dit y avoir fait le malheureux constat d’un public à 95 % camerounais. Or son désir est de communier avec le plus grand nombre d’étrangers autour de sa musique. En réalisant cet album, il souhaite résoudre l'équation en ce sens qu’il l’a voulu ouvert, car aujourd’hui, on parle de la musique africaine, celle qui accroche un large public et non plus seulement un seul pays, pour ne pas dire une seule ville. Il prend pour exemples les musiques ivoiriennes, nigérianes, ou encore ghanéennes. Pour lui, leur succès « réside dans leur composition où l’on retrouve des airs de makossa, du high life ou du ndombolo ». Il inscrit son album dans cette logique expliquant qu'il a essayé de ne pas abîmer l'authenticité et l'originalité de cette musique[réf. nécessaire].
On note[Qui ?] une mutation (pour reprendre son propos) qui n’étouffe pas pour autant le style originel du Makossa : « Un vrai artiste devrait savoir évoluer avec le temps et la mode ; tout est question d’orientation et d’orchestration », déclare-t-il[Où ?]. Une dizaine de titres aux influences hip-hop, techno, sont les ingrédients qui font la diversité de cet opus.
Dans l'album Sassayé qui veut dire « Prenez-moi cadeau », Nar6 parle de l’amour, de la fraternité entre les frères et de Dieu. Ce disque a bénéficié des collaborations de certains musiciens congolais ayant officié aux côtés de Koffi Olomidé et de Papa Wemba. L'album a été lancé en présence d'amis et de soutiens : ses frères Racyn Sagath (artiste) et Justice Beyené (artiste et producteur) ainsi que Cyrille Bojiko (animateur et propriétaire d’une radio), et Paul Mahel (présentateur sur VoxAfrica). L'animateur de la télévision panafricaine dit de Nar6 Pryze qu'il est « langoureux, savoureux mais surtout très technique ».

## Distinctions
- 2004 : meilleure voix masculine de l'année [3]
- 2004 : second meilleur disque [3],[14]

## Discographie
- 2013 : Sassayé[12]
- 2008 : Encore et toujours[15] (11 titres, dont Elegansia)
- 2003 : Love & Love[3]
- 1999 : Full Option[15]